# Oleksandr Hurow
Oleksandr Hurow (ukrainisch Олександр Гуров; * 7. April 1971 in Mariupol, Ukrainische SSR) ist ein ehemaliger ukrainischer Profiboxer im Cruisergewicht, vierfacher EBU-Europameister und zweifacher WM-Herausforderer der WBA.

## Amateurkarriere
Oleksandr Hurow siegte als Amateur in 79 von 85 Kämpfen. Er war Gewinner des Canada Cups 1992 und Teilnehmer der Weltmeisterschaften 1993 in Finnland.

## Profikarriere
Im März 1993 bestritt er seinen ersten Profikampf und gewann am 17. Januar 1995 seinen ersten EBU-Titel, als er den in Kamerun geborenen Franzosen Norbert Ekassi (Bilanz: 22-4) durch T.K.o. in der ersten Runde besiegte. Zwar verlor er den Titel am 14. März 1995 durch K. o. in der dritten Runde an den ungeschlagenen Franzosen Patrice Aouissi (14-0), gewann jedoch den Rückkampf und damit den Titel am 24. Oktober 1995 durch K. o. in der fünften Runde zurück.
Am 22. Februar 1997 boxte er in Florida um den WBA-Weltmeistertitel, verlor den Kampf jedoch durch Technischen Knockout in der zweiten Runde gegen Nate Miller (29-4).
Am 14. Februar 1998 wurde er bei einem erneuten EBU-Kampf vom Briten Terry Dunstan (16-0) in einem der schnellsten Siege der Boxgeschichte nach nur fünf Sekunden der ersten Runde niedergeschlagen und anschließend vom Ringrichter ausgezählt.
Seinen nächsten großen Kampf bestritt er erst wieder am 21. April 2001 in Erfurt, als er den Deutschen Torsten May (22-2) durch T.K.o. in der achten Runde besiegte und damit zum dritten Mal EBU-Europameister wurde. Den Titel konnte er am 1. Dezember 2001 in Dortmund durch T.K.o. in der vierten Runde gegen Rüdiger May (32-1) verteidigen.
Am 1. März 2003 kämpfte er in Las Vegas erneut um den WBA-Titel, wurde aber vom Franzosen Jean-Marc Mormeck (28-2) durch T.K.o. in der achten Runde besiegt. Durch einen T.K.o.-Sieg in der zweiten Runde gegen Vincenzo Rossitto (28-2) wurde er zum bereits vierten Mal Europameister, verlor aber die bereits erste Titelverteidigung am 16. Dezember 2005 durch K. o. in der ersten Runde gegen David Haye (14-1).
In einem weiteren EBU-Kampf am 22. Juni 2007 verlor er knapp nach Punkten gegen den Italiener Vincenzo Cantatore (32-4). Seinen letzten Kampf bestritt er im Oktober 2012 und gewann durch K. o. in der ersten Runde gegen Edson Borges (22-0).